# Prostanthera densa
Prostanthera densa là một loài thực vật có hoa trong họ Hoa môi. Loài này được A.A.Ham. miêu tả khoa học đầu tiên năm 1920.